# Universal Edition
Universal Edition (UE) és una editora de música clàssica, sobretot vinculada a l'edició de compositors contemporanis des d'inicis del segle XX fins a l'actualitat.

## Història
Fundada el 1901 a la Viena de l'Imperi austrohongarès com Universal Edition Actiengesellschaft, i originalment creada per proveir de les obres clàssiques més populars i obres educatives al mercat austríac (que llavors dominaven els productors de Leipzig Breitkopf & Härtel), l'editora aviat es va expandir per convertir-se en una de les més importants de música moderna.
El 1904, UE va adquirir l'editorial AIBL, i així va adquirir els drets de diverses obres de Richard Strauss i Max Reger, però va ser amb l'arribada d'Emil Hertzka com a director executiu el 1907 (que va romandre com a tal fins a la seva mort el 1932) quan es va donar un impuls a la publicació de música contemporània. Sota Hertzka, UE va signar contractes amb un bon nombre d'importants compositors, incloent-hi a Béla Bartók i Frederick Delius el 1908; Gustav Mahler i Arnold Schönberg el 1909 (la Simfonia núm. 8 de Mahler va ser la primera obra que UE va publicar amb drets d'autor originals); Anton Webern i Alexander von Zemlinsky el 1910; Karol Szymanowski el 1912, i Leoš Janáček el 1917. Mitjançant l'associació amb Schönberg, també va publicar diverses obres d'Alban Berg.
L'adreça de la signatura cap a les avantguardes van continuar després de la Segona Guerra Mundial, quan UE va publicar obres d'un nombre significatiu de compositors, entre ells Luciano Berio, Pierre Boulez, Morton Feldman, Maurici Kagel, György Kurtág, György Ligeti i Karlheinz Stockhausen.
UE també ha publicat diverses edicions històriques significatives, com les obres completes de Claudio Monteverdi. En col·laboració amb Schott, han publicat les sèries de Wiener Urtext Edition des de 1972. Originalment consistent d'obres per a un o dos executants des de Johann Sebastian Bach fins a Johannes Brahms, les sèries aviat es van expandir per incloure un nombre limitat d'obres posteriors, com ara el Ludus Tonalis de Paul Hindemith.
En l'actualitat és dirigida per Johann Juranek, Astrid Koblanck i Stefan Ragg, i compta amb al voltant de 32.000 títols publicats. Té les seves sucursals a Viena, Londres i Nova York.
El 19 d'octubre de 2007, les amenaces d'accions judicials per part d'Universal Editión sobre el lloc web Projecte Biblioteca Internacional de Partitures Musicals van provocar que aquest tanqués els seus serveis, en argumentar Universal Edition que algunes obres sota domini públic segons la legislació d'alguns països es trobaven en la ubicació del servidor al Canadà.